# Astatula
Astatula es un pueblo ubicado en el condado de Lake en el estado estadounidense de Florida. En el Censo de 2010 tenía una población de 1.810 habitantes y una densidad poblacional de 220,94 personas por km².

## Geografía
Astatula se encuentra ubicado en las coordenadas 28°42′26″N 81°44′3″O / 28.70722, -81.73417. Según la Oficina del Censo de los Estados Unidos, Astatula tiene una superficie total de 8.19 km², de la cual 8.05 km² corresponden a tierra firme y (1.74%) 0.14 km² es agua.

## Demografía
Según el censo de 2010, había 1.810 personas residiendo en Astatula. La densidad de población era de 220,94 hab./km². De los 1.810 habitantes, Astatula estaba compuesto por el 81.1% blancos, el 1.71% eran afroamericanos, el 0.83% eran amerindios, el 1.16% eran asiáticos, el 0.22% eran isleños del Pacífico, el 12.98% eran de otras razas y el 1.99% pertenecían a dos o más razas. Del total de la población el 26.74% eran hispanos o latinos de cualquier raza.